# Michał Drewko
Michał Drewko (ur. 22 października 1887 w Sokalu, zm. 4 kwietnia 1964 w Warszawie) – polski archeolog i historyk, konserwator zabytków.

## Życiorys
Ukończył gimnazjum w Rzeszowie, a następnie wyjechał do Krakowa, gdzie rozpoczął studia na Wydziale Historycznym Uniwersytetu Jagiellońskiego, równocześnie studiował geografię i prahistorię pod kierunkiem prof. Włodzimierza Demetrykiewicza. Po ukończeniu nauki początkowo pracował jako nauczyciel gimnazjalny. 1 października 1920 Państwowe Grono Konserwatorów Zabytków Przedhistorycznych powierzyło mu funkcję pierwszego konserwatora zabytków archeologicznych na Lubelszczyznę i Wołyń. Zajmował to stanowisko przez osiem lat, a następnie powrócił do pracy nauczyciela gimnazjalnego i licealnego w Lublinie, m.in. w Liceum im. S. Staszica.
Po upadku powstania warszawskiego, od października 1944 do stycznia 1945 był członkiem Komisji Ochrony Mienia Kulturalnego w Warszawie, a następnie rozpoczął pracę jako kierownik Wydziału Konserwatorskiego w Państwowym Muzeum Archeologicznym w Warszawie. W latach 1949–1951 kierowany przez niego wydział podlegał Naczelnej Dyrekcji Muzeów i Ochrony Zabytków Ministerstwa Kultury i Sztuki. W 1951 objął funkcję kustosza działu epoki żelaza, którą pełnił do śmierci.

## Działalność
Docent Michał Drewko całe swoje życie zawodowe poświęcił badaniom archeologicznym na obszarze Lubelszczyzny i terenów z nią sąsiadujących. Pełniąc funkcję konserwatora zabytków archeologicznych kierował badaniami ratowniczymi, rejestrował i inwentaryzował nieznane stanowiska archeologiczne (grodziska i kurhany), a także inicjował prowadzenie badań problemowych. Do najważniejszych prac prowadzonych przez doc. Michała Drewkę należy zaliczyć badania w Krężnicy Jarej, Gołębiu, Głodnie, Irenie i Zaklikowie. W Kosinie odkrył i badał cmentarzysko z kultury łużyckiej zawierające ponad 400 grobów ciałopalnych. W Łopienniku badał wczesnośredniowieczne kurhany z warstwą ciałopalenia. W Krzemionkach Opatowskich prowadził prace konserwatorskie na terenie neolitycznej kopalni krzemienia, a w Osiecku i Niecieplinie badał cmentarzyska kultury weneckiej.

## Ordery i odznaczenia
- Złoty Krzyż Zasługi (29 października 1947)[1]
- Medal 10-lecia Polski Ludowej (19 stycznia 1955)[2]